# Nazionale maschile di pallacanestro dell'Ungheria
La nazionale maschile di pallacanestro dell'Ungheria (magyar férfi kosárlabda-válogatott) rappresenta l'Ungheria nelle competizioni internazionali maschili di pallacanestro organizzate dalla FIBA ed è gestita dalla Federazione cestistica dell'Ungheria.
Attualmente l'allenatore è Gašper Okorn.

## Storia
Negli anni cinquanta la nazionale ungherese era tra le migliori d'Europa. All'EuroBasket 1953 ha vinto la medaglia d'argento, migliorando il bronzo conquistato nel 1946, e due anni più tardi si è laureata campione d'Europa. Risultati mai più raggiunti nonostante l'Ungheria sia stata presente all'EuroBasket in tutte le edizioni fino al 1969. Da tale data è iniziato un lungo periodo lontano dai tornei internazionali terminato solo con l'edizione del 1999. Ha partecipato anche ad EuroBasket 2017 eliminata agli ottavi dalla Serbia.
Vanta 4 partecipazioni alle Olimpiadi, di cui l'ultima risalente a Tokyo 1964, con il 7º posto dell'edizione 1960 che risulta essere il suo miglior piazzamento olimpico.

Non è mai stata presente alla fase finale dei Mondiali.

## Piazzamenti
Olimpiadi
- 1936 - ritirata
- 1948 - 16°
- 1952 - 9°
- 1960 - 7°
- 1964 - 13°

Europei
- 1935 - 9°
- 1939 - 7°
- 1946 -  3°
- 1947 - 7°
- 1953 -  2°
- 1955 -  1°
- 1957 - 4°
- 1959 - 4°
- 1961 - 6°
- 1963 - 3°
- 1965 - 15°
- 1967 - 13°
- 1969 - 8°
- 1999 - 14°
- 2017 - 15°
- 2022 - 23°

## Formazioni

### Olimpiadi
Pallacanestro ai Giochi della XIV OlimpiadeBánkuti, Benedek, Halász, Kardos, Kozma, Lovrics, Mezőfi, Nagy, Novakovszky, A. Timár-Geng, I. Timár-Geng, Vadászi, Verbényi, Zsíros, All. János Gyimesi
Pallacanestro ai Giochi della XV Olimpiade3 Telegdy, 4 Bokor, 5 Mezőfi, 6 Bánhegyi, 7 Papp, 8 Greminger, 9 Zsíros, 10 Bogár, 11 Simon, 13 Cselkó, 14 Hódy, 15 Czinkán, 16 Komáromi,        All. János Páder
Pallacanestro ai Giochi della XVII Olimpiade3 Bánhegyi, 4 Temesvári, 5 Gabányi, 6 Judik, 7 Liptai, 8 Greminger, 9 Zsíros, 10 Boháty, 11 Simon, 12 Bencze, 14 Pólik, 15 Glatz,        All. János Páder
Pallacanestro ai Giochi della XVIII Olimpiade4 Boháty, 5 Gabányi, 6 Pólik, 7 Koczka, 8 Greminger, 9 Prieszol, 10 Kangyal, 11 Lendvay, 12 Bencze, 13 Rácz, 14 Haán, 15 Glatz,        All. Tibor Zsíros

### Europei
Campionato europeo maschile di pallacanestro 19354 Csányi, 5 Kolozs, 6 Kozma, 7 Lehel, 8 Lelkes, 9 Nagy, 10 Rózsa, 11 Szamosi, 12 Szunyogh, 13 Velkei,        All. István Király
Campionato europeo maschile di pallacanestro 19393 Szathmáry, 4 Gyimesi, 5 Bajári, 6 Velkei, 7 Kardos, 8 Stolpa, 9 Szamosi, 10 S. Csányi, 11 Z. Csányi, 12 Szabó,        All. István Király
Campionato europeo maschile di pallacanestro 19463 Mezőfi, 4 Bánkuti, 5 Bajári, 6 Velkei, 7 Kardos, 8 Vadászi, 9 Nagy, 10 Németh, 11 Királyhidi, 12 Rácz,        All. István Király
Campionato europeo maschile di pallacanestro 1947A. Bánkuti, B. Bánkuti, Tóth, Kassai, Királyhidi, Mezőfi, Németh, Nádasdy, Timár-Geng, Vadászi, Bajári, Kardos, All. István Király
Campionato europeo maschile di pallacanestro 19533 Bánhegyi, 4 Bokor, 5 Mezőfi, 6 Czinkán, 7 Papp, 8 Greminger, 9 Zsíros, 10 Bogár, 11 Simon, 12 Komáromi, 13 Cselkó, 14 Rémai, 15 L. Hódy, 16 J. Hódy,        All. János Páder
Campionato europeo maschile di pallacanestro 19553 Bánhegyi, 4 Czinkán, 5 Mezőfi, 6 L. Hódy, 7 Papp, 8 Greminger, 9 Zsíros, 10 Bogár, 11 Simon, 12 Bencze, 13 Cselkó, 14 Tóth, 15 Dallos, 16 J. Hódy,        All. János Páder
Campionato europeo maschile di pallacanestro 19573 Bánhegyi, 4 Czinkán, 5 Gabányi, 6 Judik, 7 Liptai, 8 Greminger, 9 Zsíros, 10 Tóth, 11 Simon, 12 Bencze, 13 Borbély, 14 Keszei, 15 Sahin-Tóth,        All. Zoltán Csányi
Campionato europeo maschile di pallacanestro 19593 Bánhegyi, 4 Czinkán, 5 Gabányi, 6 Judik, 7 Temesvári, 8 Greminger, 9 Zsíros, 10 Boháty, 11 Simon, 12 Bencze, 13 Merényi, 14 Glatz,        All. János Páder
Campionato europeo maschile di pallacanestro 19614 Boháty, 5 Gabányi, 6 Sahin-Tóth, 7 Liptai, 8 Tuboly, 9 Pólik, 10 Gyulai, 11 Kulcsár, 12 Bencze, 13 Temesvári, 14 Banna, 15 Kovács,        All. János Páder
Campionato europeo maschile di pallacanestro 19634 Boháty, 5 Gabányi, 6 Pólik, 7 Vajdovics, 8 Greminger, 9 Prieszol, 10 Glatz, 11 Simon, 12 Bencze, 13 Kangyal, 14 Temesvári, 15 Koczka,        All. Tibor Zsíros
Campionato europeo maschile di pallacanestro 19654 Ránky, 5 Orbay, 6 Pólik, 7 Koczka, 8 Kulcsár, 9 Fekete, 10 Banna, 11 Lendvay, 12 Haris, 13 Rácz, 14 Tóth, 15 Korányi,        All. Tibor Zsíros
Campionato europeo maschile di pallacanestro 19674 Orbay, 5 Gabányi, 6 Pólik, 7 Kovács, 8 Kulcsár, 9 Prieszol, 10 Banna, 11 Nyitrai, 12 Korányi, 13 Halmos, 14 Lendvay, 15 Kangyal,        All. János Szabó
Campionato europeo maschile di pallacanestro 19694 Orbay, 5 Gabányi, 6 Kovács, 7 Pálffy, 8 Bánhegyi, 9 Prieszol, 10 Banna, 11 Lendvay, 12 Gyurasits, 13 Gellér, 14 Hody, 15 Hegedűs,        All. Rezső Eszéki
Campionato europeo maschile di pallacanestro 19994 Sitku, 5 Bencze, 6 Kálmán, 7 Halm, 8 Németh, 9 Dávid, 10 Pankár, 11 Boros, 12 Orosz, 13 Gulyás, 14 Mészáros, 15 Czigler,        All. Lajos Mészáros
Campionato europeo maschile di pallacanestro 20174 Ruják, 5 Allen, 6 Keller, 7 Wittmann, 8 Hanga, 9 Vojvoda, 10 Kovács, 12 Tóth, 15 Ferencz, 16 Perl, 17 Karahodžić, 22 Eilingsfeld,        All. Stojan Ivković
Campionato europeo maschile di pallacanestro 20221 Hopkins, 5 Allen, 6 Keller, 8 Hanga, 9 Vojvoda, 11 Benke, 12 Somogyi, 14 Golomán, 15 Ferencz, 16 Perl, 22 Eilingsfeld, 25 Váradi,        All. Stojan Ivković

## Nazionali giovanili
- Selezioni giovanili della nazionale di pallacanestro dell'Ungheria